# Epic Illustrated
Epic Illutrated est un magazine de bande dessinée publié par Marvel Comics de 1980 à 1986.

## Historique
En 1979, le responsable éditorial Rick Marschall veut lancer un magazine de bande dessinée ressemblant à Heavy Metal et intitulé Odyssey. Il devait être à l'origine un numéro de la série Marvel Super Special. Lorsqu'il se rend compte que sept autres magazines existent déjà avec ce nom, le projet est changé. Le nom devient Epic Illutrated et le projet est d'en faire un magazine régulier. Les thèmes et le dessin peuvent être plus libre que dans les comics puisque les magazines ne sont pas soumis au Comics Code. En septembre Marschall est remplacé par Archie Goodwin et le projet est encore reporté. Le premier numéro sort à l'été 1980. Durant 34 numéros, le magazine propose donc des bandes dessinées le plus souvent dans les genres de la science-fiction et du fantastique. Cependant en février 1986, le magazine cesse de paraître car les ventes ne sont pas suffisantes pour compenser son coût important.

## Contenu
Le magazine publie surtout de la science-fiction et du fantastique mais on y trouve aussi des bandes-dessinées humoristiques. Contrairement à la politique de Marvel sur le droit d'auteur pour les comics, les auteurs publiés dans Epic Illustrated gardent les droits sur les séries et les personnages qu'ils créent et touchent des royalties. Parmi ces créateurs se trouvent des artistes travaillant habituellement pour Marvel(John Buscema, Jim Starlin, John Byrne et Terry Austin} et d'autres plus indépendants comme Richard Corben, Frank Frazetta, Les frères Hildebrandt et Boris Vallejo qui signent des couvertures ou Wendy Pini, Jeffrey Jones, Michael Kaluta, Barry Windsor-Smith et Bernie Wrightson. De jeunes artistes au style original, plus souvent peignant que dessinant leurs planches, sont aussi présents (Steve Bissette, Pepe Moreno, Jon J Muth, Rick Veitch et Kent Williams).
Si la majeure partie des séries est une création des auteurs, certaines séries reprennent des personnages de Marvel Comics. Ainsi dans le premier numéro se trouve une histoire du Surfer d'argent par Stan Lee et John Buscema et John Byrne et Terry Austin proposent The Last Galactus Story du numéro 26 au 34. Cette série devait avoir 10 chapitres mais l'arrêt d'Epic Illustrated ne permit pas d'avoir la conclusion de l'histoire.

## Traduction
Le magazine a été en partie traduit en français par les éditions Arédit sous le titre Epic Magazine.